# NGC 5934
NGC 5934 је спирална галаксија у сазвежђу Волар која се налази на NGC листи објеката дубоког неба.
Деклинација објекта је + 42° 55' 47" а ректасцензија 15h 28m 12,6s. Привидна величина (магнитуда) објекта NGC 5934 износи 13,8 а фотографска магнитуда 14,7. NGC 5934 је још познат и под ознакама UGC 9862, MCG 7-32-11, CGCG 222-11, 1ZW 113, PGC 55178.